# Magnus Saugstrup
Magnus Saugstrup Jensen (født 12. juli 1996 i Aalborg) er en dansk håndboldspiller, som spiller i SC Magdeburg. Han er opvokset i Gistrup med sin håndboldfamilie. Saugstrup er stregspiller.
Han spiller desuden for det Danmarks herrehåndboldlandshold.
Med håndboldlandsholdet har han vundet VM i håndbold 2021 i Egypten og VM i håndbold 2023 i Polen/Sverige. Han var også med ved OL 2020 i Tokyo (afholdt i 2021), hvor Danmark fik sølv, ved EM 2022 (bronze) og EM 2024 (sølv). Ved OL i Paris vandt Danmark først sin indledende pulje med lutter sejre. Efter snævre sejre over Sverige i kvartfinalen og Slovenien i semifinalen sikrede Danmark med Saugstrup sig guldet med en sikker sejr over Tyskland i finalen med 39-26. I OL-turneringen blev Saugstrup skadet og spillede derfor ikke en enkelt af de indledende kampe.
I november 2024 blev han udnævnt anfører på det danske landshold, efter at Niklas Landin stoppede på landsholdet.